# Volkswagen Passat B6
Volkswagen Passat B6 (Тип 3C) — шосте покоління сімейства Volkswagen Passat з індексом B6 було представлено на Женевському автосалоні 11 березня 2005 року, (продажі стартували влітку того ж року).
25 серпня 2005 року з'явився універсал Passat Variant з величезним багажником об'ємом від 603 до 1731 л.

## Опис

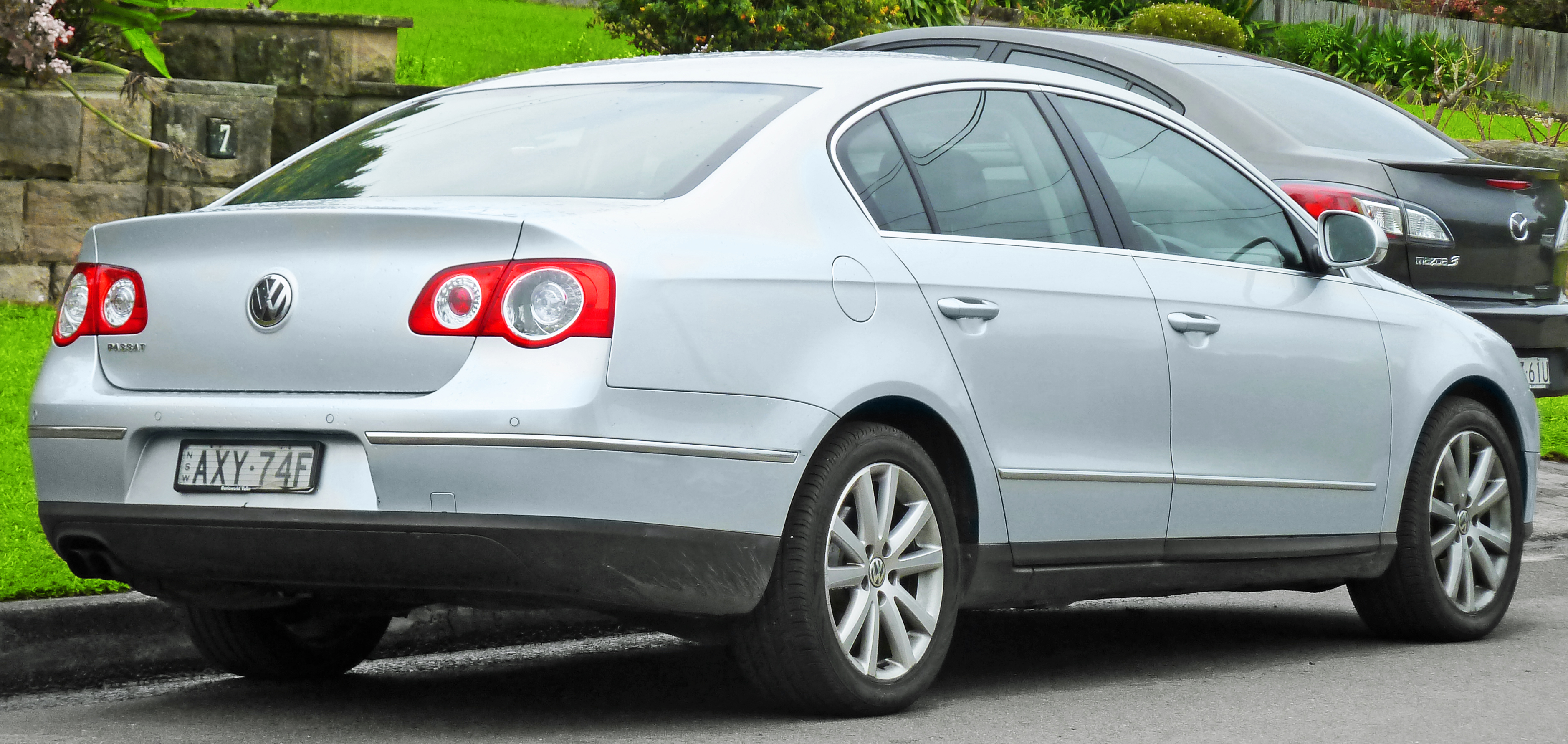
Volkswagen Passat B6 (2005—2010)

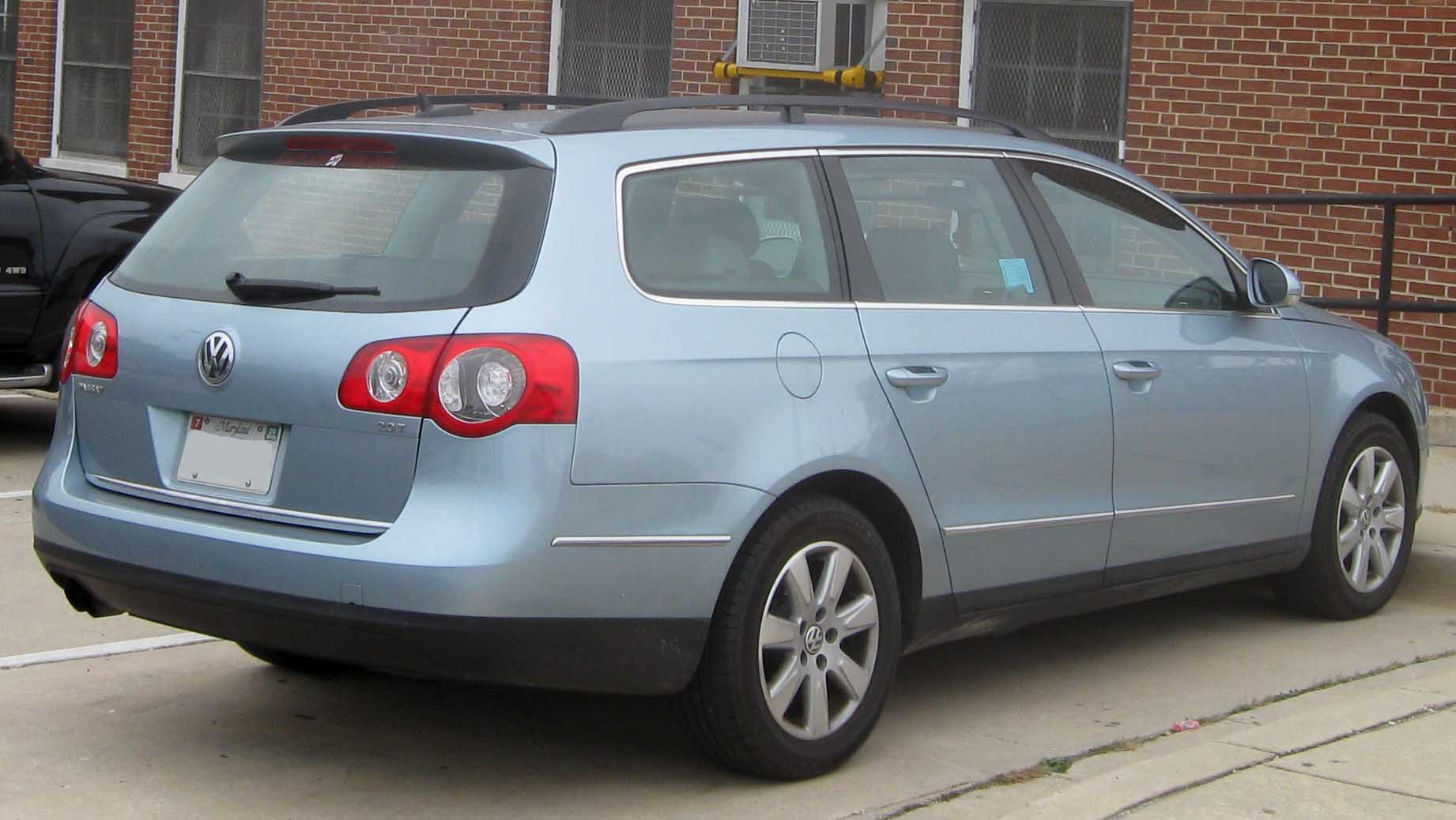
Volkswagen Passat B6 Variant (2005—2010)

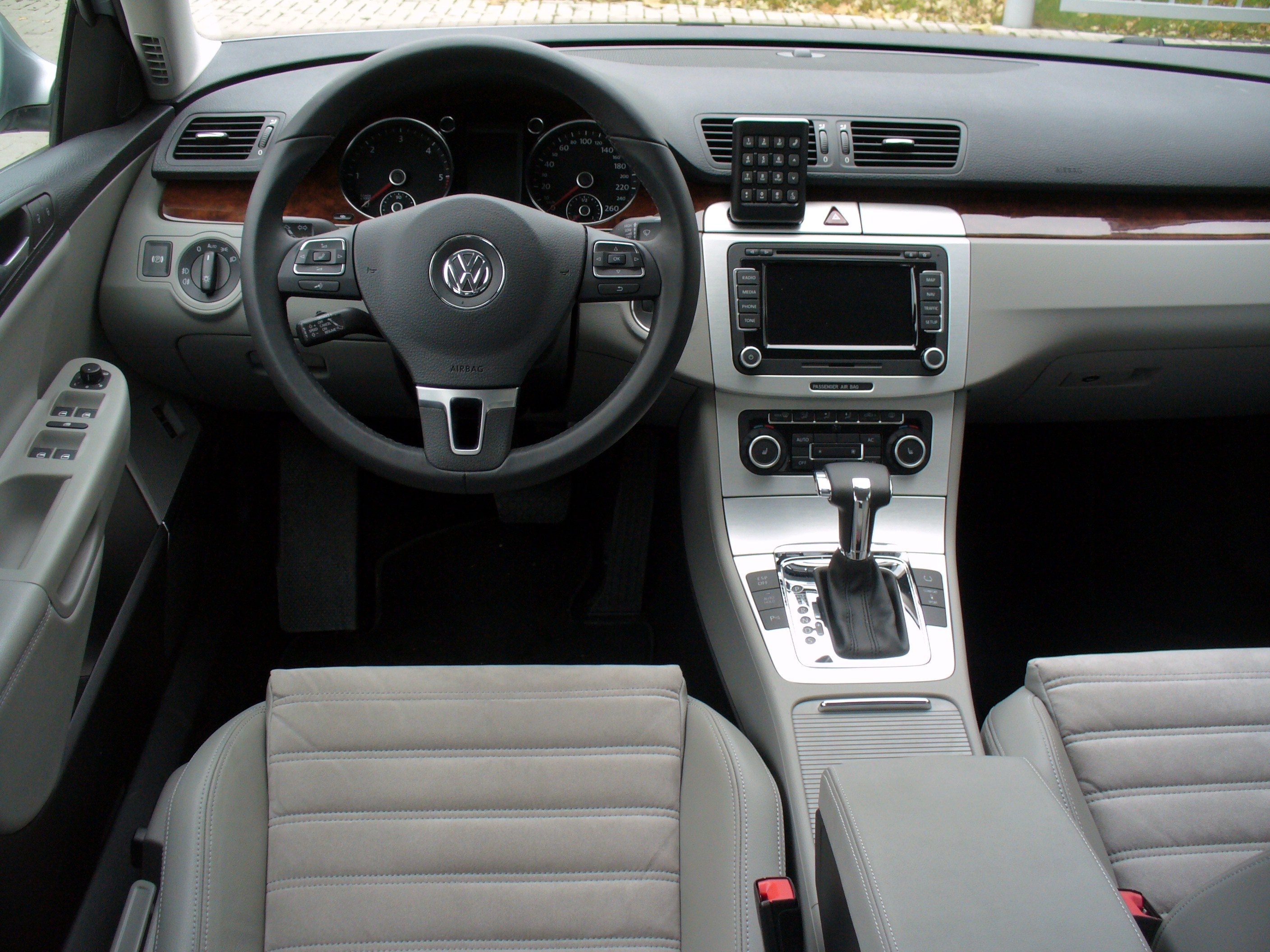
Салон Passat B6

Автомобіль спроектований на збільшеній і модернізованій платформі A1, яка дістала позначення PQ46: у ньому по-новому скомпоновані основні елементи конструкції — силовий агрегат (розташований поперечно), ходова частина і кузов.
У лінійці моторів знайшлося місце і двигуну 1.6 (102 к.с.), і сучасним 1.4 TSI (122 к.с.), 1,8 TSI (152—160) і 2.0 TSI (200) з безпосереднім уприскуванням. Від восьмициліндрових двигунів відмовилися (мотор знову розташовувався поперечно). «Заряджені» версії оснащувалися шестициліндровими 3.2 (250 к.с.). «Безпосередні» атмосферні мотори 1,6 FSI і 2.0 FSI видавали 115 і 150 сил відповідно, а пара турбодизелів — 1.9 TDI і 2.0 TDI — 105, 140 і 170 к.с. відповідно. Працював Passat і на природному газі. Компанію шестиступінчастим механічним і автоматичним коробок передач склали «роботи» з двома зчепленнями DSG.
В грудні 2006 року представили з найсильнішу модель: R36 з 3,6-літровим бензиновим двигуном VR6 з безпосереднім уприскуванням палива потужністю 300 к.с. (220 кВт).
Passat B6 пропонувалися в наступних комплектаціях: Trendline, Comfort Line, Sports Line, Highline, BlueMotion, R36, R-Line Edition та Individual. Автомобіль оснащений чималою кількістю продуманих функцій. Автомобіль має паркувальні гальма. Натисніть на кнопку з літерою «Р» і гальмувальні диски автоматично затиснуться. Ефективність даної системи знаходиться на рівні 60 %. Гальма буде розблоковано як тільки Ви продовжите рух. Про безпеку водія та пасажирів подбають подушки безпеки. При бажанні функцію розкривання подушки безпеки зі сторони пасажира можна відключити. Салон автомобіля також має таку особливість як Bluetooth-сумісна клавіатура телефону. При бажанні можна додати аудіосистему Dynaudio на 900 ват. Любителів музики порадує присутність CD-мультиплеєру. 
Trendline. У базовій версії такі функції, як ручний кондиціонер «Кліматик» та електричне стояночне гальмо, є стандартними. Однак задні двері не оснащені електросклопідйомниками. Передні лінзи індикатора помаранчеві, а бампери та двері не мають хромованої обробки.
Comfortline. Ця спеціально розроблена версія включає додаткові деталі, такі як стандартне 6-позиційне водійське сидіння з регулюванням висоти в тому числі електрично регульована поперекова опора, якісні тканинні чохли сидінь, опціонально складне сидіння для пасажирів, датчик дощу та функція «Повернутися додому / Вийти з дому».
Sportline. У цьому варіанті спорт і динаміка стоять на першому плані. Спортивна підвіска та 16-дюймові легкосплавні колеса та три-шпицеве кермо та ручка перемикання передач у шкірі підкреслюють спортивний характер.
Highline. Наприклад, найскладніша лінійка обладнання пропонує шкіряні сидіння з алькантари (повністю шкіряні за додаткову плату), клімат-контроль «Climatronic», алюмінієві або дерев'яні планки.
BlueMotion. Завдяки різноманітним технічним заходам ця лінія обладнання досягає менших витрат палива, а також моделі дизельних двигунів в комплекті з дизельним фільтром твердих частинок. З додатковим багатофункціональним дисплеєм обладнання «Плюс» додатково відображається рекомендація щодо передач у приладі спідометра.
R36. Найпотужніший двигун потужністю 220 кВт (300 к.с.) має власний варіант обладнання; стандартний комплект — це 18-дюймові легкосплавні диски та декоративні вкладиші «алюміній темний матовий».

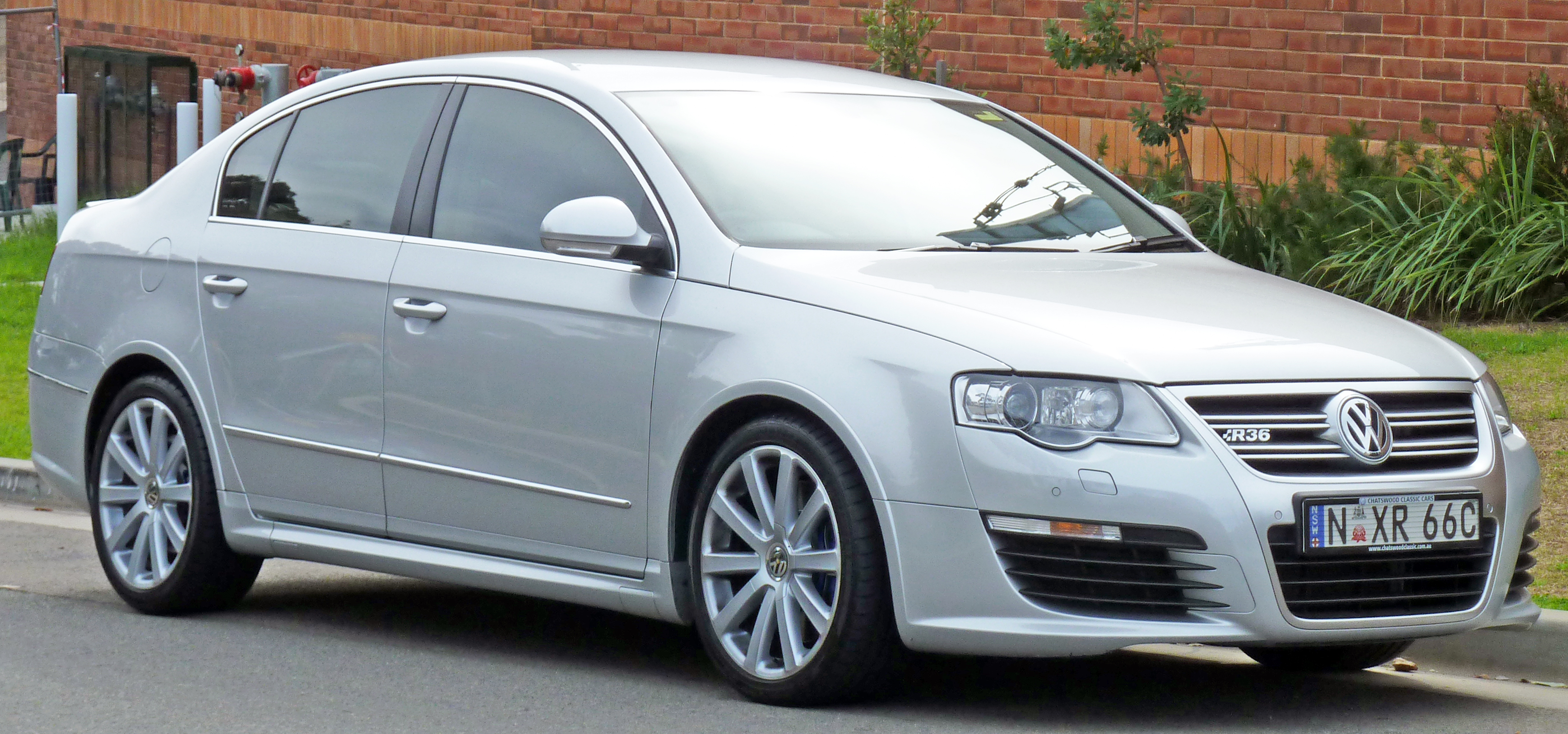
Volkswagen Passat R36
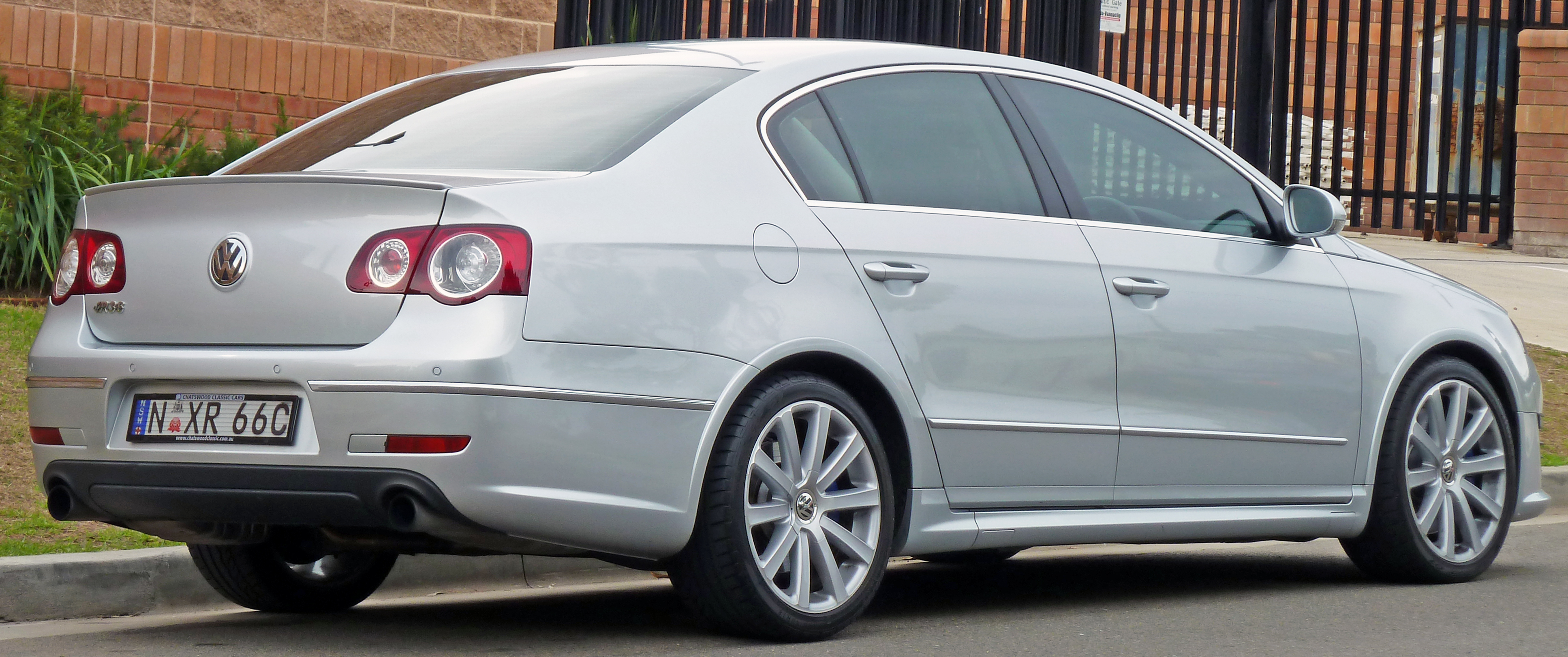
Volkswagen Passat R36

R-Line Edition. Ця лінійка обладнання включає спортивні бічні спідниці, а також бампери, спортивні сидіння в шкіряному вигляді і — як «R36» — подвійні накладені хромовані підкоси в решітці радіатора. Крім того, під дзеркалами є літери «R».
Ціни на автомобілі були досить високі, але машина користувалася попитом: заводи в Емдені, Цвіккау і Аурангабада встигли випустити 2035500 машин.

## Двигуни
| Модель          | Об'єм    | Потужність кВт (к.с.) при об/хв         | Крутний момент Нм при об/хв | Код двигуна    | Циліндри/ клапани | Коментар                                                            | Роки виробництва |
| --------------- | -------- | --------------------------------------- | --------------------------- | -------------- | ----------------- | ------------------------------------------------------------------- | ---------------- |
| 1.4 TSI         | 1390 cm³ | 90 кВт (122 к.с.) при 5000 об/хв        | 200 Нм при 1500–4000 об/хв  | CAXA           | 4/16              | також доступний з BlueMotion                                        | 10/2007–07/2010  |
| 1.4 TSI EcoFuel | 1390 cm³ | 110 кВт (150 к.с.) при 5500 об/хв       | 220 Нм при 1500–4500 об/хв  | CDGA           | 4/16              |                                                                     | 01/2009–07/2010  |
| 1.6 MPI         | 1595 cm³ | 75 кВт (102 к.с.) при 5600 об/хв        | 148 Нм при 3800 об/хв       | BSE, BSF, CCSA | 4/8               |                                                                     | 03/2005–04/2010  |
| 1.6 FSI         | 1598 cm³ | 85 кВт (115 к.с.) при 6000 об/хв        | 155 Нм при 4000 об/хв       | BLF, BLP       | 4/16              | з 10/2007 до 04/2008 доступний лише з Tiptronic                     | 02/2005–04/2008  |
| 1.8 TSI         | 1798 cm³ | 112 кВт (152 к.с.) при 5000 об/хв       | 250 Нм при 1500–4200 об/хв  | CGYA           | 4/16              | для деяких країн-експортерів                                        | 11/2008–05/2010  |
| 1.8 TSI         | 1798 cm³ | 118 кВт (160 к.с.) при 5000 об/хв       | 250 Нм при 1500–4200 об/хв  | BZB            | 4/16              |                                                                     | 10/2007–07/2010  |
| 1.8 TSI         | 1798 cm³ | 118 кВт (160 к.с.) при 4500–6200 об/хв  | 250 Нм при 1500–4200 об/хв  | CDAA           | 4/16              | відповідає стандарту викидів EURO-5                                 | 10/2008–07/2010  |
| 2.0 FSI         | 1984 cm³ | 110 кВт (150 к.с.) при 6000 об/хв об/хв | 200 Нм при 3500 об/хв       | BLR, BVX, BVY  | 4/16              | Також доступний з 4Motion (повний привід), з 10/2007 лише з 4Motion | 02/2005–04/2010  |
| 2.0 TFSI        | 1984 cm³ | 147 кВт (200 к.с.) при 5100–6000 об/хв  | 280 Нм при 1800–5000 об/хв  | AXX, BWA       | 4/16              |                                                                     | 09/2005–12/2007  |
| 2.0 TSI         | 1984 cm³ | 147 кВт (200 к.с.) при 5100–6000 об/хв  | 280 Нм при 1700–5000 об/хв  | CAWB           | 4/16              |                                                                     | 01/2008–07/2010  |
| 3.2 V6 FSI      | 3168 cm³ | 184 кВт (250 к.с.) при 6250 об/хв       | 330 Нм при 2750–3750 об/хв  | AXZ            | 6/24              |                                                                     | 03/2006–07/2010  |
| 3.6 V6 FSI      | 3597 cm³ | 206 кВт (280 к.с.) при 6200 об/хв       | 360 Нм при 2750 об/хв       | BLV            | 6/24              | для деяких країн-експортерів                                        | 09/2005–11/2010  |
| R36 (FSI)       | 3597 cm³ | 220 кВт (299 к.с.) при 6600 об/хв       | 360 Нм при 2400–5300 об/хв  | BWS            | 6/24              |                                                                     | 01/2008–07/2010  |

| модель           | Об'єм    | Потужність кВт (к.с.) при об/хв   | Крутний момент Нм при об/хв | Код двигуна   | Циліндри/ клапани | Коментар                     | Роки виробництва  |
| ---------------- | -------- | --------------------------------- | --------------------------- | ------------- | ----------------- | ---------------------------- | ----------------- |
| 1.6 TDI (CR)     | 1598 куб | 77 кВт (105 к.с.) при 4400 об/хв  | 250 Нм при 1500—2500 об/хв  | CAYC          | 4/16              |                              | 08/2009 — 07/2010 |
| 1,9 TDI (PD)     | 1896 куб | 77 кВт (105 к.с.) при 4400 об/хв  | 250 Нм при 1900 об/хв       | BKC, BXE, BLS | 4/8               |                              | 08/2004 — 10/2008 |
| 2,0 TDI (CR)     | 1968 куб | 81 кВт (110 к.с.) при 4200 об/хв  | 250 Нм при 1500—2500 об/хв  | CBDC          | 4/16              |                              | 10/2008 — 07/2010 |
| 2,0 TDI (PD)     | 1968 куб | 88 кВт (120 к.с.) при 4000 об/хв  | 320 Нм при 1750—2500 об/хв  | BWV           | 4/16              | для деяких країн-експортерів | 03/2006 — 02/2008 |
| 2,0 TDI (PD)     | 1968 куб | 90 кВт (122 к.с.) при 4000 об/хв  | 320 Нм при 1750—2500 об/хв  | BVE           | 4/16              | для деяких країн-експортерів | 02/2005 — 02/2006 |
| 2,0 TDI (PD)     | 1968 куб | 100 кВт (136 к.с.) при 4000 об/хв | 320 Нм при 1750—2500 об/хв  | AZV           | 4/16              | для деяких країн-експортерів | 02/2005-02/2008   |
| 2,0 TDI (PD)     | 1968 куб | 100 кВт (136 к.с.) при 4000 об/хв | 320 Нм при 1750—2500 об/хв  | BMA           | 4/8               | для деяких країн-експортерів | 02/2005-02/2008   |
| 2,0 TDI (PD)     | 1968 куб | 103 кВт (140 к.с.) при 4000 об/хв | 320 Нм при 1750—2500 об/хв  | BKP           | 4/16              |                              | 02/2005-02/2008   |
| 2,0 TDI (PD)     | 1968 куб | 103 кВт (140 к.с.) при 4000 об/хв | 320 Нм при 1800—2500 об/хв  | BMP           | 4/8               |                              | 02/2005-02/2008   |
| 2,0 TDI (CR)     | 1968 куб | 103 кВт (140 к.с.) при 4200 об/хв | 320 Нм при 1750—2500 об/хв  | CBAB          | 4/16              |                              | 03/2008 — 07/2010 |
| 2,0 BlueTDI (CR) | 1968 куб | 105 кВт (143 к.с.) при 4200 об/хв | 320 Нм при 1750—2500 об/хв  | CBAC          | 4/16              |                              | 01/2009 — 07/2010 |
| 2.0 TDI (PD)     | 1968 куб | 125 кВт (170 к.с.) при 4200 об/хв | 350 Нм при 1800—2500 об/хв  | BMR           | 4/16              |                              | 10/2005 — 04/2008 |
| 2.0 TDI (CR)     | 1968 куб | 125 кВт (170 к.с.) при 4200 об/хв | 350 Нм при 1750—2500 об/хв  | CBBB          | 4/16              |                              | 03/2008 — 07/2010 |